# Mulberry, Kansas
Mulberry är en ort i Crawford County i Kansas. Vid 2020 års folkräkning hade Mulberry 409 invånare.